# Episodi di Baywatch (quarta stagione)
| nº | Titolo originale               | Titolo italiano                     | Prima TV USA      | Prima TV Italia | Anno produzione |
| -- | ------------------------------ | ----------------------------------- | ----------------- | --------------- | --------------- |
| 1  | Race Against Time: I e II Part | Corsa contro il tempo: I e II parte | 25 settembre 1993 |                 | 1993            |
| 2  | Race Against Time: I e II Part | Corsa contro il tempo: I e II parte | 25 settembre 1993 |                 | 1993            |
| 3  | Lover's Cove                   | La baia dell'amore                  | 2 ottobre 1993    |                 | 1993            |
| 4  | Blindside                      | Il lato buio                        | 9 ottobre 1993    |                 | 1993            |
| 5  | Sky Rider                      | I cavalieri del cielo               | 16 ottobre 1993   |                 | 1993            |
| 6  | Tentacles: I e II Part         | Una sfida per vivere: I e II parte  | 23 ottobre 1993   |                 | 1993            |
| 7  | Tentacles: I e II Part         | Una sfida per vivere: I e II parte  | 30 ottobre 1993   |                 | 1993            |
| 8  | Submersion                     | Ore d'angoscia                      | 6 novembre 1993   |                 | 1993            |
| 9  | Ironman Buchannon              | Uomo di ferro                       | 13 novembre 1993  |                 | 1993            |
| 10 | Tower of Power                 | La torretta della paura             | 20 novembre 1993  |                 | 1993            |
| 11 | The Child Inside               | Una gara per crescere               | 27 novembre 1993  |                 | 1993            |
| 12 | Second Time Around             | Innamorati per finta                | 22 gennaio 1994   |                 | 1993            |
| 13 | The Red Knights                | I cavalieri rossi                   | 29 gennaio 1994   |                 | 1993            |
| 14 | Coronado del Soul: I e II Part | Week-end con fantasma: I e II parte | 5 febbraio 1994   |                 | 1993            |
| 15 | Coronado del Soul: I e II Part | Week-end con fantasma: I e II parte | 12 febbraio 1994  |                 | 1993            |
| 16 | Mirror, Mirror                 | Incubi e realtà                     | 19 febbraio 1994  |                 | 1993            |
| 17 | The Falcon Manifesto           | Dossier Falcon                      | 26 febbraio 1994  |                 | 1993            |
| 18 | Rescue Bay                     | La baia della salvezza              | 5 marzo 1994      |                 | 1994            |
| 19 | Western Exposure               | Una famiglia ritrovata              | 30 aprile 1994    |                 | 1994            |
| 20 | The Life You Save              | Vite salvate                        | 7 maggio 1994     |                 | 1993            |
| 21 | Trading Places                 | Traffici pericolosi                 | 14 maggio 1994    |                 | 1994            |
| 22 | Guys and Dolls                 | Bambole e diamanti                  | 21 maggio 1994    |                 | 1994            |

## Corsa contro il tempo: I parte
- Titolo originale: Race Against Time: Part 1
- Diretto da: Gregory Bonann
- Scritto da: Michael Jerome Berk e Deborah Bonann Schwartz
- Interpreti: David Hasselhoff (Mitch Buchannon), Jeremy Jackson (Hobie Buchannon), Nicole Eggert (Roberta "Summer" Quinn), David Charvet (Matt Brody), Pamela Denise Anderson (Casey Joan "CJ" Parker), Kelly Slater (Jimmy Slade), Alexandra Paul (Stephanie Holden), Gregory Alan Williams (Garner Ellerbee), Wendie Malick (Gayle Buchannon), Sam Jones (Ken Jordan), Susanne Reed (Elanie), Susan Anton, (Jackie Quinn), Steve Carlson (Wade Peterson), Michelle Williams (Bridget Powers), Malachi Pearson (Jarred Peterson), Chris Fiore (Brad), Craig Schmitman (controllore di volo), Jim McMullan (Aaron Bordy), Michael Newman (Michael Newman)

### Trama
Gayle sta tornando a Baywatch perché vuole portare in vacanza Hobie. Mitch confida a Stephanie di essere ancora innamorato dell'ex moglie. Una volta aver suonato alla porta, Gayle si presenta con il suo nuovo compagno che sta per sposare, si tratta di Ken Jordan, un ricco uomo d'affari. Apparentemente Ken sembra una persona brillante, guadagnando immediatamente la simpatia di Hobie. Ken, Gayle e Hobie partono con l'aereo privato dell'uomo per Acapulco. Alla guida c'è Elanie, una donna pilota esperta. Poco dopo il decollo, l'aereo ha un'avaria al motore e perde quota inabissandosi nel mare. Nel frattempo a Baywatch Mitch si sfoga con Stephanie perché prova risentimento verso il fascino di Ken Jordan. Matt ha una brutta discussione con il padre Aaron, che deve partire per la Francia per motivi di lavoro e vuole portarsi dietro il figlio. Aaron è deciso del fatto suo, tanto che minaccia Matt di tagliare la sussistenza economica. Dopo essere rimasta disoccupata, Jackie Quinn vuole aprire un ristorantino vicino alla spiaggia.

## Corsa contro il tempo: II parte
- Titolo originale: Race Against Time: Part 2
- Diretto da: Gregory Bonann
- Scritto da: Michael Jerome Berk e Deborah Bonann Schwartz
- Interpreti: David Hasselhoff (Mitch Buchannon), Jeremy Jackson (Hobie Buchannon), Nicole Eggert (Roberta "Summer" Quinn), David Charvet (Matt Brody), Pamela Denise Anderson (Casey Joan "CJ" Parker), Kelly Slater (Jimmy Slade), Alexandra Paul (Stephanie Holden), Gregory Alan Williams (Garner Ellerbee), Wendie Malick (Gayle Buchannon), Sam Jones (Ken Jordan), Susanne Reed (Elanie), Susan Anton, (Jackie Quinn), Steve Carlson (Wade Peterson), Michelle Williams (Bridget Powers), Malachi Pearson (Jarred Peterson), Chris Fiore (Brad), Craig Schmitman (controllore di volo), Jim McMullan (Aaron Bordy), Michael Newman (Michael Newman)

### Trama
Poco prima dello schianto, Hobie era in contatto con il pdre tramite un telefonino GSM. Aveva fatto in tempo ad avvertirlo del disastro. Mitch allerta immediatamente i colleghi guardaspiaggia e la guardia costiera per andare a salvare i tre. Mentre Hobie e Ken non sembrano essersi feriti, Gayle è stata travolta da una trave d'acciaio e quindi rischia la vita. Hobie si comporta coraggiosamente, però Ken Jordan mostra il suo vero volto pensando solo a sé stesso. Dopo il salvataggio Gayle viene trasportata in ospedale dove riesce a riprendersi, senza essere informata del comportamento vile di Ken Jordan. Nel frattempo Jackie, con l'aiuto dei guardaspiaggia, riesce a sistemare un vecchio locale. Il nuovo ristorantino si chiama "Jackie's Summer Place". Dopo aver tagliato i legami con i genitori, Matt trova un aiuto in Stephanie e CJ.

## La baia dell'amore
- Titolo originale: Lover's Cove
- Diretto da: Gus Trikonis
- Scritto da: Steven Barnes
- Interpreti: David Hasselhoff (Mitch Buchannon), Jeremy Jackson (Hobie Buchannon), Nicole Eggert (Roberta "Summer" Quinn), David Charvet (Matt Brody), Pamela Denise Anderson (Casey Joan "CJ" Parker), Kelly Slater (Jimmy Slade), Alexandra Paul (Stephanie Holden), Gregory Alan Williams (Garner Ellerbee), Susan Anton (Jackie Quinn), Ellen Bry (Mary Taylor), Anndi McAfee (Lauren Taylor), Ron Sterk (Ron), Joshua Berk (Ryan), Ian Lanning (Tim), Lauren Lanning (Meghan), Chris Fiore (Brad), Corey Schwartz (Peter), Jon Valenti (John)

### Trama
Dopo aver aperto il locale, Jackie Quinn inizia a sedurre Mitch. Mentre Slade sta gareggiando in Nuova Caledonia, Summer inizia ad essere attratta da Matt. Durante il corso per giovani guardaspiaggia, Hobie si innamora di Lauren Jackson, una bella ragazzina sofferente di anemia aplastica che ha meno di un anno di vita.

## Il lato buio
- Titolo originale: Blindside
- Diretto da: Douglas Schwartz
- Scritto da: Deborah Bonann Scwartz
- Interpreti: David Hasselhoff (Mitch Buchannon), Jeremy Jackson (Hobie Buchannon), Nicole Eggert (Roberta "Summer" Quinn), David Charvet (Matt Brody), Pamela Denise Anderson (Casey Joan "CJ" Parker), Kelly Slater (Jimmy Slade), Alexandra Paul (Stephanie Holden), Gregory Alan Williams (Garner Ellerbee), John Spencer Nelson (John D. Cort), Zack Norman (Valdez), Steve Garvey (Dr. Corey), Jorge Gonzalez (Manuel), Alfred Keegan (Landon Thompson), Corey Schwartz (Peter), Michael Newman (Michael Newman), Chris Fiore (Brad), Gregory Barnett (Jim Barnett), Jon Valenti (John)

### Trama
John Cort ritorna a Baywatch, ritrovando la sua vecchia fiamma CJ. Dopo una serie di fatti, Mitch e CJ si accorgono che Cort abbia perso la vista. Viene allora portato dal Dottor Corey, un oftalmologo che insegna all'università. Corey diagnostica una retinite pigmentosa, che attualmente non è curabile e che porterà Cort a diventare cieco. Nel frattempo Hobie si è fatto accompagnare al circo per vedere Manuel, un gigante che fa impaurire i bambini. In realtà Manuel è un uomo molto sensibile che ha vissuto l'infanzia in povertà e che viene sfruttato dal suo capo Valdez.

## I cavalieri del cielo
- Titolo originale: Sky Rider
- Diretto da: Douglas Schwartz
- Scritto da: Deborah Bonann Scwartz
- Interpreti: David Hasselhoff (Mitch Buchannon), Jeremy Jackson (Hobie Buchannon), Nicole Eggert (Roberta "Summer" Quinn), David Charvet (Matt Brody), Pamela Denise Anderson (Casey Joan "CJ" Parker), Gregory Alan Williams (Garner Ellerbee), Kelly Slater (Jimmy Slade), Alexandra Paul (Stephanie Holden), Hunt Block (Simon), Adam Rich (Ethan), Mimi Schwartz (Mimi), Rose Berk (Rose), Cindy Margolis (Cindy)

### Trama
CJ ha un nuovo ragazzo, si tratta di Simon, un mongolfierista. Simon chiede a CJ di partire con lui e di andare in giro per il mondo. Inizialmente CJ è riluttante, però l'uomo si fa sempre più insistente. Slade torna improvvisamente a Baywatch, però non sa niente della nuova relazione tra Summer e Matt. Inizia così la rivalità tra Slade e Matt per contendersi Summer. La ragazza, diventata ansiosa, inizia a sfogarsi nel cibo, scoprendosi avere problemi di bulimia. Slade e Matt si sfidano a bungee-jumping lanciandosi dalla mongolfiera di Simon. Nel frattempo, per fermare gli scippatori sulla spiaggia, Garner fa ronde con il cavallo Kojak per fermare gli scippatori, sotto l'occhio scettico di Mitch.

## Una sfida per vivere: I parte
- Titolo originale: Tentacles: Part 1
- Diretto da: Lyndon Chubbuck
- Scritto da: Michael Berk e Sherri Ziff
- Interpreti: David Hasselhoff (Mitch Buchannon), Jeremy Jackson (Hobie Buchannon), Nicole Eggert (Roberta "Summer" Quinn), David Charvet (Matt Brody), Pamela Denise Anderson (Casey Joan "CJ" Parker), Gregory Alan Williams (Garner Ellerbee), Kelly Slater (Jimmy Slade), Alexandra Paul (Stephanie Holden), Susan Anton (Jackie Quinn), Kristian Alfonso (Debra Harris), Bo Eason (Brady Nichols)

### Trama
CJ avverte Summer di non sottovalutare il problema della bulimia. Matt e Slade stano ancora contendendosi Summer. La loro nuova sfida è di surfare vicino a degli scogli. Slade vince la competizione, poiché Matt perde la tavola da surf. I due si accorgono che la tavola finisce in una grotta sotterranea, perciò sono incuriositi e il giorno successivo, assieme a Summer, decidono di esplorarla. La grotta è abitata da una piovra gigante. I tre rischiano la vita, ma si salvano. Slade capisce che Matt e Summer siano fatti l'uno per l'altra e decide di partire. Hobie è partito per una competizione surfistica giovanile a Santa Barbara. Mitch viene preso in ostaggio da Debra Harris, moglie di Brady Nichols, un evaso dalla prigione di Santa Inez. Durante la fuga in barca, Brady è stato ferito con un proiettile. Ora, imprigionato nella peschereccio Retriever, Mitch deve salvare la vita a Brady.

## Una sfida per vivere: II parte
- Titolo originale: Tentacles: Part 2
- Diretto da: Gregory Bonann
- Scritto da: Michael Berk e Sherri Ziff
- Interpreti: David Hasselhoff (Mitch Buchannon), Jeremy Jackson (Hobie Buchannon), Nicole Eggert (Roberta "Summer" Quinn), David Charvet (Matt Brody), Pamela Denise Anderson (Casey Joan "CJ" Parker), Alexandra Paul (Stephanie Holden), Gregory Alan Williams (Garner Ellerbee), Yasmine Bleeth (Caroline Holden), Kristian Alfonso (Debra Harris), Bo Eason (Brady Nichols), Michael Newman (Michael Newman), Gregory Barnett (Jim Barnett), Peter Reckell (Jordan Stewart), Joe Lara (Frank Randall),

### Trama
Ancora imprigionato sul peschereccio Retriever Mitch, improvvisatosi chirurgo, riesce a slavare la vita a Brady. Tuttavia la coppia criminale pensa di uccidere Mitch. Nel frattempo si è notata la mancanza di Mitch, così viene dato l'allarme. Garner, Newman e Barnett si mettono alla ricerca di Mitch. Nel frattempo a Baywatch arriva Caroline Holden, sorella di Stephanie. Caroline sta per sposarsi con Frank Randall, un ambientalista convinto. Per i suoi sinceri Frank si mette nei guai e viene misteriosamente attaccato durante un'immersione. Miracolosamente salvato da Stephanie, Frank viene immediatamente portato al Pacifica Institute e messo su una camera iperbarica. Stephanie inizia ad indagare sul caso ed ha dei sospetti sul socio di Frank, l'avvocato Jordan Stewart. Dopo tutti questi accadimenti Hobie ritorna da Mitch, dicendogli di essere arrivato primo alla competizione surfistica dedicata ai ragazzi.

## Ore d'angoscia
- Titolo originale: Submersion
- Diretto da: Gregory Bonann
- Scritto da: Michael Berk
- Interpreti: David Hasselhoff (Mitch Buchannon), Jeremy Jackson (Hobie Buchannon), Nicole Eggert (Roberta "Summer" Quinn), David Charvet (Matt Brody), Pamela Denise Anderson (Casey Joan "CJ" Parker), Alexandra Paul (Stephanie Holden), Gregory Alan Williams (Garner Ellerbee), Janet Ellber (Daria Clark), John Sanderford (Capitano Russell), Don Most (Roger Clark), Chad Power (Bobby Clark), Spencer Vrooman (Chuck Clark), Susan Savage (infermiera), Gregory Barnett (Jim Barnett), Michael Newman (Michael Newman), Ken Atkins (Ken), Roger Clark (Dottor Jacobs)

### Trama
Mitch fa conoscenza di due simpatici ragazzini, Bobby e Chuck. Sono due fratelli del Kansas che sono in California in vacanza con i genitori. Mentre stanno giocando a frisbee, Bobby e Chuck finiscono in una buca dentro l'acqua, che Mitch aveva segnalato qualche ora prima,  e rischiano di annegare. Da solo, Mitch si getta in acqua (dato che CJ era occupata con un'altra persona nella pista ciclabile, che era caduta in malo modo e si era fatta male), per salvarli. In quei concitati momenti, Mitch si pone il dilemma quale dei due salvare per primo, dando la priorità a Chuck che gli è più vicino rispetto a Bobby. Mentre quest'ultimo sta annegando, CJ accortasi di quanto stava accadendo, da l'allarme e si tuffa anche lei per soccorrere i ragazzini. Si recano sul posto anche gli altri guardaspiaggia, Stephanie, Newman e Ken. Bobby viene recuperato, però è cianotico e per alcuni minuti il cuore ha smesso di battere. Dopo il recupero in mare, Bobby viene subito trasportato in ospedale, e qui gli viene diagnosticato un edema polmonare esteso. La madre, disperata, accusa Mitch della sua mancata prontezza nel salvare suo figlio.

## Uomo di ferro
- Titolo originale: Ironman Buchannon
- Diretto da: Douglas Schwartz
- Scritto da: David Braff
- Interpreti: David Hasselhoff (Mitch Buchannon), Jeremy Jackson (Hobie Buchannon), Nicole Eggert (Roberta "Summer" Quinn), David Charvet (Matt Brody), Pamela Denise Anderson (Casey Joan "CJ" Parker), Alexandra Paul (Stephanie Holden), Gregory Alan Williams (Garner Ellerbee), Richard Jaeckel (Ben Edwards), Lisa Stahl (Destiny Desimone), Therese Kablan (Rebecca), Susan Anton (Jackie Quinn), Michael Newman (Michael Newman), Chris Fiore (Brad), Rob Woodburn (guardaspiaggia), Chip Hipkins (Capitano della nave), Jon Valenti (John)

### Trama
Mentre si sta allenando per la competizione annuale di ironman, Mitch fa conoscenza di Destiny Desimone, una sensitiva. Mitch non si iscrive al concorso "senior", bensì a quello "open" dove gareggerà con giovani di venti anni. Destiny infonde energia positiva a Mitch nelle sue sedute di allenamento. Nel frattempo Matt, ospitato nell'appartamento di CJ e Stephanie, fa un secondo lavoro in un locale in modo da comperarsi una nuova moto. Intermediaria dell'acquisto è Rebecca. Jackie e Ben organizzano una festa di compleanno per Mitch.

## La torretta della paura
- Titolo originale: Tower of Power
- Diretto da: Gus Trikonis
- Scritto da: David Braff
- Interpreti: David Hasselhoff (Mitch Buchannon), Jeremy Jackson (Hobie Buchannon), Nicole Eggert (Roberta "Summer" Quinn), David Charvet (Matt Brody), Pamela Denise Anderson (Casey Joan "CJ" Parker), Alexandra Paul (Stephanie Holden), Gregory Alan Williams (Garner Ellerbee), Carlos Lauchu (Carlos Baerga), Mark Lindsay Chapman (Il Grande Maroni), Mark Adair-Rios (Luis), Brandi Andres (Adelsa Baerga), Gregory Barnett (Jim Barnett), Chris Fiore (Brad), Jon Valenti (John)

### Trama
Una banda di teppisti imbratta il quartier generale di Baywatch e le torrette dei guardaspiaggia. Questi atti hanno un intento minaccioso. Per sostituire temporaneamente Newman, andato in vacanza, arriva Carlos Baerga, un giovane studente di giurisprudenza di origine latinoamericana. Un tempo Carlos faceva parte di quelle bande e ora cerca di combatterle. Nel frattempo il "Grande Maroni", un mago illusionista, vuole fare un numero sott'acqua, però CJ ha alcune obiezioni.

## Una gara per crescere
- Titolo originale: The Child Inside
- Diretto da: Douglas Schwartz
- Scritto da: Deborah Bonann Schwartz
- Interpreti: David Hasselhoff (Mitch Buchannon), Jeremy Jackson (Hobie Buchannon), Nicole Eggert (Roberta "Summer" Quinn), David Charvet (Matt Brody), Pamela Denise Anderson (Casey Joan "CJ" Parker), Alexandra Paul (Stephanie Holden), Gregory Alan Williams (Garner Ellerbee), Mary Lou Retton (Mary Lou Retton), Andrea Friedman (Sammy), Marques Johnson (Carl Shepard), Nani Martin (Moglie di Dick), Catero Colbert (Darnel Shepard), Dick Anderson (Dick), Gregory Barnett (Jim Barnett), Michael Newman (Michael Newman), Chris Fiore (Brad), Jon Valenti (John), Ledge Musselmann (Ledge)

### Trama
Dopo che Barnett e Stephanie hanno portato in salvo l'anziano signor Dick, immersosi con il suo scafandro, a Baywatch arriva Mary Lou Retton, ex campionessa olimpica di ginnastica artistica nel 1984. Mary Lou ha chiesto aiuto a Mitch di organizzare un evento sportivo dedicato ai ragazzini disabili.

## Innamorati per finta
- Titolo originale: Second Time Around
- Diretto da: Lyndon Chubbuck
- Scritto da: Garner Simmons
- Interpreti: David Hasselhoff (Mitch Buchannon), Jeremy Jackson (Hobie Buchannon), Nicole Eggert (Roberta "Summer" Quinn), David Charvet (Matt Brody), Pamela Denise Anderson (Casey Joan "CJ" Parker), Alexandra Paul (Stephanie Holden), Gregory Alan Williams (Garner Ellerbee), Jennifer Campbell (Jessie Majors), Drew Pillsbury (Victor Griswold), Gregory Barnett (Jim Barnett), Ransom Walrod (Ransom), Michelle Williams (amica di Hobie)

### Trama
Matt ritrova Jessie Majors, la sua amica motociclista conosciuta tempo prima. Jessie, che ora fa la modella per uno spot televisivo, chiede a Matt di fingersi fidanzato in modo da allontanare il suo cineasta Victor, che la corteggia con insistenza. Hobie compra due strumenti musicali di seconda mano, una tastiera per sé e una chitarra per il padre. Mitch, prendendo in mano la chitarra, gli viene in mente i suoi ricordi di bambino quando sognava di diventare una rock star. 

## I cavalieri rossi
- Titolo originale: The Red Knights
- Diretto da: Cliff Bole
- Scritto da: Ellroy Schwartz
- Interpreti: David Hasselhoff (Mitch Buchannon), Jeremy Jackson (Hobie Buchannon), Nicole Eggert (Roberta "Summer" Quinn), David Charvet (Matt Brody), Pamela Denise Anderson (Casey Joan "CJ" Parker), Alexandra Paul (Stephanie Holden), Gregory Alan Williams (Garner Ellerbee), Richard Jaeckel (Ben Edwards), Robert Colbert (Cliff Odom), Michael Greene (Bud Gates), Shell Danielson (Annie), Greg Gunberg (Avventore del nicht club), Susan Anton (Jackie Quinn), Glenn Wilder (Corky Calhoun), Chris Fiore (Brad), Laszlo Block (giovane Bud Gates), Ledge Mussleman (Ledge)

### Trama
Un gruppo di guardaspiaggia, noto negli anni Cinquanta e Sessanta come i "Cavalieri rossi", organizza una sorta di rimpatriata. Ben Edwards, che ritrova i suoi amici più stretti dell'epoca, Cliff Odom e Bud Gates, si trova a disagio per i suoi problemi motori e, nonostante l'età, gli altri due sono ancora in buona forma.

## Week-end con fantasma: I parte
- Titolo originale: Coronado del Soul: Part 1
- Diretto da: Gus Trikonis
- Scritto da: David Braff
- Interpreti: David Hasselhoff (Mitch Buchannon), Jeremy Jackson (Hobie Buchannon), Nicole Eggert (Roberta "Summer" Quinn), David Charvet (Matt Brody), Pamela Denise Anderson (Casey Joan "CJ" Parker), Alexandra Paul (Stephanie Holden), Gregory Alan Williams (Garner Ellerbee), John Beck (Jim "Buzz" Buchannon), Jon Lindstrom (Keith Travis), Chance Michael Corbitt (Kyle Buchannon), Mel Stewart (Capitano Mel Dawson), Stephen Held (Rupert Mansfield), Gregory Barnett (Jim Barnett), Chris Fiore (Brad), Darcy Darnell (Darcy Darnell), Heather Dawson (modella), Ledge Musselman (Ledge)

### Trama
Matt, Summer, Stephanie e CJ si trasferiscono per una settimana a San Diego per dimostrare ai guardaspiaggia locali, alle prese con carenza di budget, le nuove tecniche di salvataggio. I quattro alloggiano presso il lussuoso Hotel del Coronado. Mentre Matt si gode la trasferta e CJ fa visita al vicino Sea World Dolphins dove resta affascinata dall'addestratore Keith Travis e Stephanie fa amicizia con il capitano dei guardaspiaggia di San Diego, Summer crede di essere perseguitata da un fantasma. Nel frattempo Mitch e Hobie fanno visita a Buzz e Kyle che stanno in una barca ormeggiata a San Diego. Mentre i ragazzi si divertono assieme, Buzz dice a Mitch di voler affidare il figlio perché vuole partire da solo per la Nuova Zelanda. Benché Mitch sia incredulo e arrabbiato, Hobie chiede al padre di ospitare Kyle. Successivamente Mitch e Buzz partono per un giro in barca, ma per un evento sfortunato, Buzz cade dalla barca e Mitch si tuffa per salvarlo, si trovano soli in mezzo al mare e la barca va al largo. Buzz ha un attacco ischemico transitorio e Mitch si trova in difficoltà a portarlo in salvo.

## Week-end con fantasma: II parte
- Titolo originale: Coronado del Soul: Part 2
- Diretto da: Gus Trikonis
- Scritto da: David Braff
- Interpreti: David Hasselhoff (Mitch Buchannon), Jeremy Jackson (Hobie Buchannon), Nicole Eggert (Roberta "Summer" Quinn), David Charvet (Matt Brody), Pamela Denise Anderson (Casey Joan "CJ" Parker), Alexandra Paul (Stephanie Holden), Gregory Alan Williams (Garner Ellerbee), John Beck (Jim "Buzz" Buchannon), Jon Lindstrom (Keith Travis), Chance Michael Corbitt (Kyle Buchannon), Eve Brenner (Diana Sutherland), Mel Stewart (Capitano Mel Dawson), Stephen Held (Rupert Mansfield), Gregory Barnett (Jim Barnett), Chris Fiore (Brad), Darcy Darnell (Darcy Darnell), Heather Dawson (modella), Ron Packman (Butler)

### Trama
Mentre Buzz e Mitch sono alla deriva, Hobie e Kyle comprendono che è successo qualcosa e fanno partire i soccorsi. CJ, ormai innamorata perdutamente di Keith, viene a sapere che questi è già fidanzato e i suoi sogni romantici svaniscono. Il fantasma che perseguita Summer è legato a una storia di un amore impossibile: cinquanta anni prima, nel 1943 Rupert Mansfield si suicidò dall'Hotel Coronado e, insieme a lui, doveva gettarsi anche la sua amante Diana Sutherland, all'epoca già sposata con un ricco uomo, ma all'ultimo momento si ritrasse. Dalle vecchie fotografie, Summer assomiglia molto a Diana e il fantasma di Rupert crede che sia lei la sua amata.

## Incubi e realtà
- Titolo originale: Mirror, mirror
- Diretto da: Douglas Schwartz
- Scritto da: Deborah Bonann Schwartz
- Interpreti: David Hasselhoff (Mitch Buchannon), Jeremy Jackson (Hobie Buchannon), Nicole Eggert (Roberta "Summer" Quinn), David Charvet (Matt Brody), Pamela Denise Anderson (Casey Joan "CJ" Parker), Alexandra Paul (Stephanie Holden), Gregory Alan Williams (Garner Ellerbee), Carrie-Anne Moss (Gwen Brown/Mattie Brown), Buckley Norris (Marty), Lisa Boyle (ragazza sulla spiaggia), Darcy Darnell (ragazza sulla spiaggia), Gregory Barnett (Jm Barnett), Simone Hyams (ragazza sulla spiaggia), Patrick Ingram (Vinny)

### Trama
Durante il sonno Matt ha lo stesso incubo, cioè di venire attaccato da uno squalo e ne parla con Summer. Mitch è attratto da Gwen Brown, una donna molto timida, però non sa che soffre di sdoppiamento di personalità. Durante l'infanzia Gwen ha avuto un grave trauma psicologico perché non era riuscita a salvare la sorella gemella Mattie e si sente in colpa per il fatto. Come risultato della sua malattia psichiatrica, Gwen assume a tratti la personalità di Mattie, che è l'esatto contrario della sua.

## Dossier Falcon
- Titolo originale: The Falcon Manifesto
- Diretto da: Charles Braverman
- Scritto da: Michele Rogers Berk e Susan Hamilton
- Interpreti: David Hasselhoff (Mitch Buchannon), Jeremy Jackson (Hobie Buchannon), Nicole Eggert (Roberta "Summer" Quinn), David Charvet (Matt Brody), Pamela Denise Anderson (Casey Joan "CJ" Parker), Alexandra Paul (Stephanie Holden), Gregory Alan Williams (Garner Ellerbee), Jacqueline Collen (Catherine Larsen/Kate McCoy), James Horan (John Mathers), Bart Braverman (Al Jobinson), Jon Valenti (John), Christopher Pennock (Capitano), Dale Swann (Mate), Chris Fiore (Brad)

### Trama
Dopo aver portato in salvo i passeggeri di un peschereccio, Mitch si innamora della misteriosa Kate McCoy. La donna in realtà si chiama Catherine Larsen, una giornalista che sta indagando sulle attività di Edward Falconer, che sta passando i segreti militari a paesi stranieri. Il giorno dopo Catherine viene trovata morta da Mitch. L'autopsia rileva che Catherine è morta per un attacco di cuore, però Mitch sospetta che si tratti di un omicidio ed inizia ad indagare, nonostante le riluttanze di Garner. Nel frattempo Matt invita Summer a trasferirsi nella sua house boat che ha appena comprato, tra l'altro è la stessa in cui convivevano Eddie e Shauni qualche anno prima.

## La baia della salvezza
- Titolo originale: Rescue Bay
- Diretto da: Gregory Bonann
- Scritto da: Steven Barnes
- Interpreti: David Hasselhoff (Mitch Buchannon), Jeremy Jackson (Hobie Buchannon), Nicole Eggert (Roberta "Summer" Quinn), David Charvet (Matt Brody), Pamela Denise Anderson (Casey Joan "CJ" Parker), Alexandra Paul (Stephanie Holden), Gregory Alan Williams (Garner Ellerbee), Jeff Altman (Don Brand), Dan Blom (Dolph Apolganger), Lisa Canning (Dawn), Gregory Barnett (Jim Barnett), Clint Calvert (giocatore di football sulla spiaggia), Darcy Darnell (Darcy Darnell), Chris Fiore (Brad), Anthony Tesoro (ragazzo)

### Trama
Dopo aver assistito a un salvataggio da parte di Mitch e alla cattura di un criminale da parte di Garner, Don Brand, un produttore televisivo, decide di fare una serie televisiva dedicata ai guardaspiaggia che si chiamerà "Rescue Bay".

## Una famiglia ritrovata
- Titolo originale: Western Exposure
- Diretto da: Gregory Bonann
- Scritto da: Deborah Bonann Schwartz
- Interpreti: David Hasselhoff (Mitch Buchannon), Jeremy Jackson (Hobie Buchannon), Nicole Eggert (Roberta "Summer" Quinn), David Charvet (Matt Brody), Pamela Denise Anderson (Casey Joan "CJ" Parker), Alexandra Paul (Stephanie Holden), Gregory Alan Williams (Garner Ellerbee), Ricky Van Shelton (Jesse Lee Harris), Martina McBride (Sadie Jennings), Kassie Wesley DePalva (Crystal Harris), Jimmy Hart (Jimmy), Jessica Wesson (Bridget), Brady Bluhm (Jackson Harris), Joe Quarles (Clerk), Craig Hauer (un ragazzo), Randall Oliver (Emcee), Jennifer Blaire (ragazza), Denise Ames (ragazza), Jan Linder (donna), Troy Christian (bassista), Darcy Darnell (Darcy Darnell), Chris Fiore (Brad), Jennifer Klekas (ragazza), Clint Calvert (proprietario del locale)

### Trama
Jesse Lee Harris, una star della musica country, viene salvato da CJ. Harris è a Baywatch alla ricerca della moglie Crystal, con la quale aveva avuto degli screzi, e del figlio Jackson. CJ promette di aiutarlo a ritrovare la famiglia. Sadie Jennings, un'amica di CJ che è anch'essa cantante country, sogna di poter esibirsi insieme ad Harris. Hobie ha messo gli occhi su Bridget, ma lei lo ignora preferendogli il padre Mitch.

## Vite salvate
- Titolo originale: The Life You Save
- Diretto da: Michael Berk
- Scritto da: Michael Berk
- Interpreti: David Hasselhoff (Mitch Buchannon), Jeremy Jackson (Hobie Buchannon), Nicole Eggert (Roberta "Summer" Quinn), David Charvet (Matt Brody), Pamela Denise Anderson (Casey Joan "CJ" Parker), Gregory Alan Williams (Garner Ellerbee), Alexandra Paul (Stephanie Holden), Elizabeth Lambert (Julia Ward), Charles Van Eman (David Lindemann), Janet Ellber (Darla Clark), Richard Coca (Memo Urueta), Nikki Cox (Charlene Dupree), John Rixey Moore (governatore George Dickson), Tabby Hanson (Morgan Hooper), Lindsay Fitzgeorge (Lauren), Kelly Malone (mamma di Lauren), Wendy Oates (commissaria della contea), William Hubbard Knight (commissario della contea), Chad Power (Bobby Clark), Michael Newman (Michael Newman), Jon Valenti (John), Darcy Darnell (Darcy Darnell), Chris Fiore (Brad), Joey Naber (Flaco), Kelly Vaughn (guardaspiaggia Kelly), Billy Warlock (Eddie Kramer)

### Trama
Al quartier generale di Baywatch i guardaspiaggia si incontrano per discutere dei tagli al bilancio che l'amministrazione locale ha deciso di fare. Mitch e Stephanie spiegano che la riduzione delle spese è del 25% e va ad incidere tutti i dipartimenti, oltre ai guardaspiaggia tocca alla polizia, ai vigili del fuoco e persino alla sanità. La direzione ha deciso di retrocedere e di far sospendere dal lavoro i guardaspiaggia, due dei cinque capitani diventeranno tenenti, sei tenti passeranno a guardaspiaggia anziani e quindici guardaspiaggia anziani diventeranno stagionali e i stagionali verranno assunti al bisogno. Ad esempio Stephanie diventerebbe guardaspiaggia anziano, CJ stagionale e Matt e Summer rischierebbero di essere licenziati. Per evitare il peggio, Mitch ha pensato di fare un incontro con i commissari della contea sulla spiaggia. Dopo l'incontro con i colleghi, Matt e Summer riescono a salvare la vita a due giovani fidanzati, David Lindemann e Julia Ward. Grati per l'intervento, David e Julia ben volentieri si prestano a dare la loro testimonianza davanti alla commissione. Oltre a loro sono presenti altre persone salvate in precedenza dai guardaspiaggia, tra cui il governatore George Dickson, Charlene Dupree, Memo Urueta, Bobby Clark, la piccola Lauren e Morgan Hooper.

## Traffici pericolosi
- Titolo originale: Trading Places
- Diretto da: Paul Cajero
- Scritto da: David Braff
- Interpreti: David Hasselhoff (Mitch Buchannon), Jeremy Jackson (Hobie Buchannon), Nicole Eggert (Roberta "Summer" Quinn), David Charvet (Matt Brody), Pamela Denise Anderson (Casey Joan "CJ" Parker), Alexandra Paul (Stephanie Holden), Gregory Alan Williams (Garner Ellerbee), Philip Troy Linger (Scott Daniels), Marshall Teague (Clark), René Assa (Mahorn), Ted Markland (Laimbeer), Michael Ray Miller (Zeke LaRouge), Gregory Barnett (Jim Barnett), Michael Newman (Michael Newman)

### Trama
Stephanie, dopo il salvataggio di un uomo, si ritrova a collaborare con Scott Daniels, capitano della guardia costiera. Con il capitano Daniels, Stephanie si sente attratta. Durante un'esercitazione, cioè di tuffarsi in mare dall'elicottero in volo come i sommozzatori, Stephanie ha un blocco, perché le ricorda il padre morto in un incidente con l'elicottero durante la Guerra in Vietnam.

## Bambole e diamanti
- Titolo originale: Guys and Dolls
- Diretto da: Cliff Bole
- Scritto da: David Braff
- Interpreti: David Hasselhoff (Mitch Buchannon), Jeremy Jackson (Hobie Buchannon), Nicole Eggert (Roberta "Summer" Quinn), David Charvet (Matt Brody), Pamela Denise Anderson (Casey Joan "CJ" Parker), Gregory Alan Williams (Garner Ellerbee), Alexandra Paul (Stephanie Holden), Dick Van Patten (Henry/Sam), Allison Joy Langer (Rachel/Nancy/Linda), Philip Troy Linger (Scott Daniels), Jean Hasselhoff (June), Joe De Nicola (Joe), Michael Newman (Michael Newman)

### Trama
Matt riesce a portare in salvo una ragazza. Questa si presenta a Matt come Rachel, una giovane attrice che vuole fare un provino per il cinema. Poco dopo un certo signor Henry si presenta a Baywatch, raccontando che è alla ricerca della figlia Nancy, andata via di casa. Sam presenta una fotografia della figlia Nancy ai guardaspiaggia e Matt riconosce Rachel. Nel frattempo Stephanie continua la sua storia romantica con Scott Daniels, ma non è del tutto sicura di voler impegnarsi fino in fondo.